# Pomník Josefa II. v Hostinném
Pomník Josefa II. v Hostinném v okrese Trutnov v Královéhradeckém kraji, stojí v parčíku před budovou gymnázia. Vznikl v roce 1906 jako skulptura tehdy typická pro intravilán sudetské obce. Roku 1921 byl odvezen do zámku v obci Fořt, v roce 1999 byl navrácen na původní místo. Od roku 2000 je chráněnou památkou.

## Historie a popis
Pomník byl odhalen 24. června 1906 jako pocta císaři Josefu II. za reformy, které v období osvícenského absolutismu za své vlády provedl. Měl také připomínat několik císařových návštěv ve městě (v roce 1766 při vojenské inspekční cestě, v roce 1771 při návštěvě podhůří Krkonoš v době rozsáhlého hladomoru a v roce 1778 v souvislosti s válkou o bavorské dědictví mezi Rakouskem a Pruskem). Vznikl údajně na popud místního notáře Františka Josefa Auera. Autorem byl vídeňský akademický sochař Georg Leisek (1869–1936; na soklu je signatura „LEJSEK“).
Socha v mírně nadživotní velikosti je z kararského mramoru. Císař stojí v kontrapostu s mírně nakročenou pravou nohou, pravou rukou se opírá o strom v pozadí, levou ruku má svisle podél těla a drží v ní stočenou listinu. Pod rozepnutým kabátem má vestu se šerpou, úzké kalhoty pod kolena, punčochy a střevíce. Hlava je prostovlasá s parukou, staženou vzadu stuhou.
Podstavec a boční schůdky jsou ze světle červené leštěné žuly, která pochází z Bavena v Itálii. Sokl mírně kónického tvaru má na přední a zadní straně zlacené nápisy.
V roce 1921 byl pomník nejprve zakryt dřevěným bedněním a později – jako symbol zaniklé habsburské monarchie – odstraněn. Na rozdíl od jiných ale nebyl zničen, byl pouze převezen do nedalekého Fořtu a deponován v parku tamního zámku. V roce 1999 byl znovu umístěn na původní místo před gymnáziem v Hostinném; je jednou z mála secesních památek v tomto městě. V roce 2017 byl pomník zrestaurován.

## Další informace
Poblíž pomníku je umístěn informační panel týkající se díla.

## Galerie

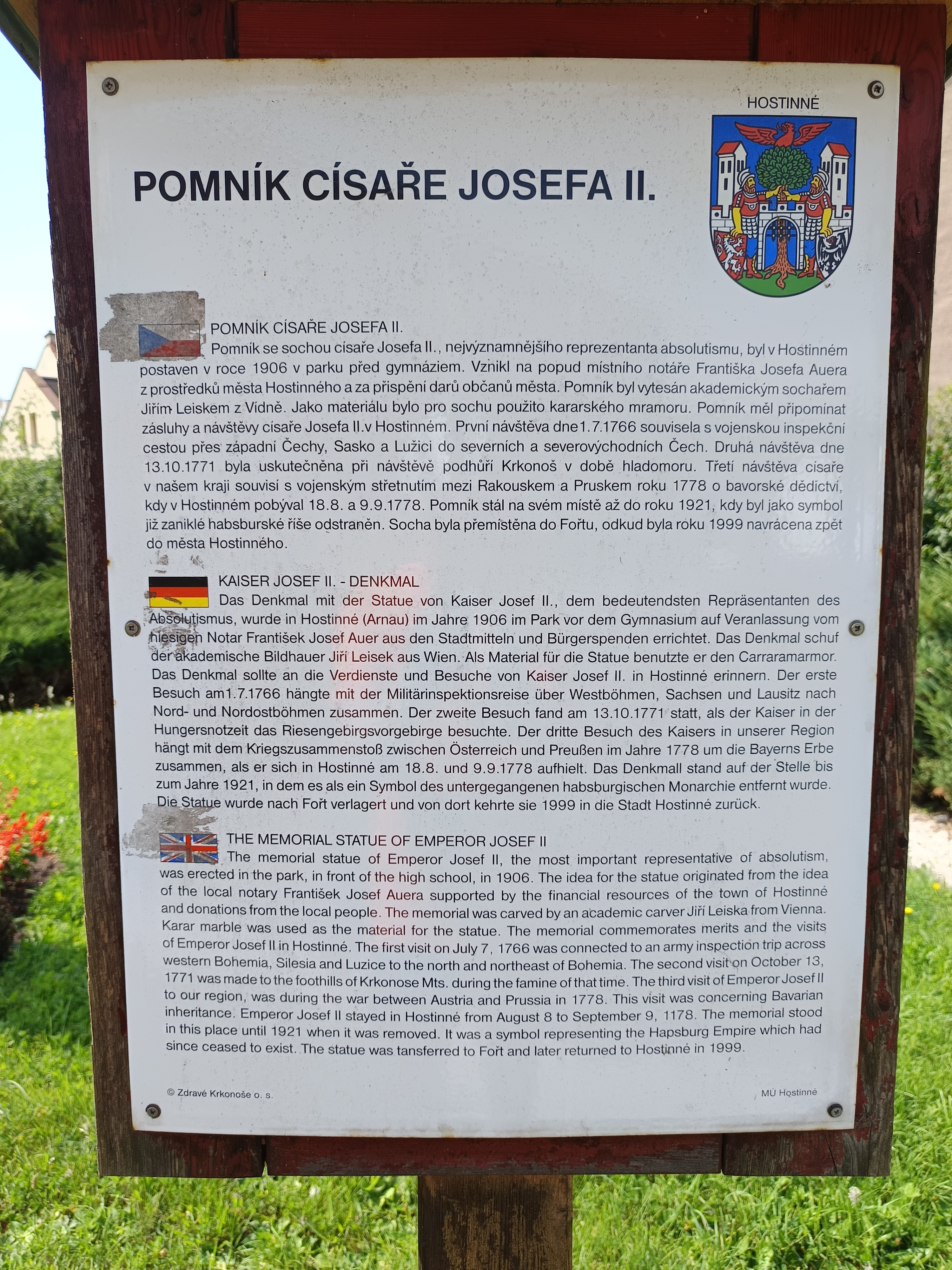
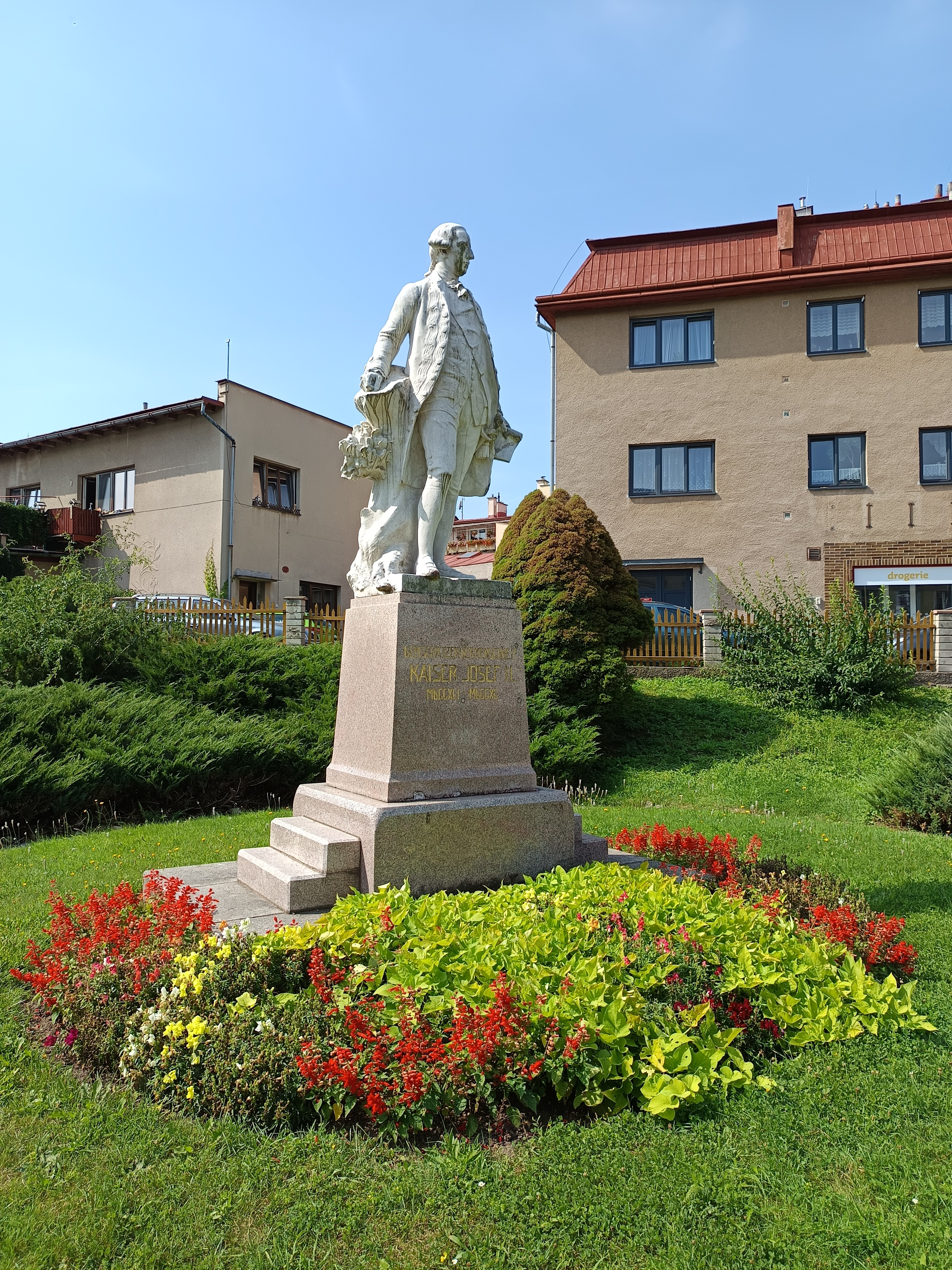